# بردنهيفر
أوتو بردنهيفر (بالألمانية: Otto Bardenhewer) (1851 - 1935 م) هو مستشرق ألماني، عالم بتاريخ آباء الكنيسة، كاثوليكي المذهب.
أهم كتبه: «تاريخ الأدب الكَنَسي القديم» في خمسة مجلدات. كما نشر رسالة «في الخير المحض» المنسوبة إلى أرسطو وهي في الحقيقة نصوص مختارة من كتاب «اللاهوت» لبرقلس.